# 시라이시지마촌
시라이시지마촌(白石島村)은 일본 오카야마현 오다군에 설치되었던 촌이다. 현재의 가사오카시 시라이시섬과 그 인근에 해당한다.